# Col d'Estom Soubiran
Pour les articles homonymes, voir Estom Soubiran (homonymie).
Le col d’Estom Soubiran  est un col de montagne pédestre des Pyrénées à 2 652 mètres d'altitude, dans le Lavedan, dans le département français des Hautes-Pyrénées en Occitanie.
Il relie la vallée de Lutour, au nord, à la vallée d'Ossoue au sud.

## Toponymie
Estom provient d'« eth soum » donc etsom, le sommet, en patois, mais déformé progressivement pour faciliter la prononciation. Soubiran signifie « sud, qui est au-dessus, qui est plus haut, plus vers le sud ». Donc Estom Soubiran est le sommet au sud.

## Géographie
Le col d’Estom Soubiran est situé entre le pic de Labas (2 946 m) au nord-ouest et le pic d’Estom Soubiran (2 929 m) au sud-est. Il surplombe au nord-est les lacs glacé d'Estom-Soubiran (2 565 m), des Oulettes d'Estom Soubiran (2 387 m) et au sud le lac des Gentianes (2 642 m).
Il surmonte le petit cirque d'Estom Soubiran.

## Protection environnementale
Le col est situé dans le parc national des Pyrénées.
Le col fait partie d'une zone naturelle protégée, classée ZNIEFF de type 1, « vallons d'Ossoue et d'Aspé », et de type 2, « haute vallée du gave de Pau : vallées de Gèdre et Gavarnie ».

## Voies d'accès
Le versant nord est accessible depuis l'hôtellerie de la Fruitière par le sentier du lac d'Estom, prendre en direction du lac des Oulettes d'Estom Soubiran puis vers le lac  au lieu-dit d'Estom Soubiran.
Sur le versant sud, on y accède depuis Gavarnie par une piste qui passe par la cabane de Milhas pour conduire au barrage d'Ossoue (1 834 m) puis par le sentier du lac des Gentianes.